# Eleições presidenciais portuguesas de 2011 no distrito de Beja
| Eleições presidenciais portuguesas de 2011 Distritos: Aveiro \| Beja \| Braga \| Bragança \| Castelo Branco \| Coimbra \| Évora \| Faro \| Guarda \| Leiria \| Lisboa \| Portalegre \| Porto \| Santarém \| Setúbal \| Viana do Castelo \| Vila Real \| Viseu \| Açores \| Madeira \| Estrangeiro |

## Resultados por Concelho
Os resultados nos concelhos do Distrito de Beja foram os seguintes:

### Aljustrel
| Candidato               | Candidato               | Votos | %               |
| ----------------------- | ----------------------- | ----- | --------------- |
|                         | Francisco Lopes         | 1 626 | 39,08 / 100,00  |
|                         | Manuel Alegre           | 1 066 | 25,62 / 100,00  |
|                         | Aníbal Cavaco Silva     | 879   | 21,12 / 100,00  |
|                         | Fernando Nobre          | 464   | 11,15 / 100,00  |
|                         | José Manuel Coelho      | 108   | 2,60 / 100,00   |
|                         | Defensor Moura          | 18    | 0,43 / 100,00   |
| Votos Inválidos         | Votos Inválidos         | 165   | 3,82 / 100,00   |
| Total                   | Total                   | 4 326 | 100,00 / 100,00 |
| Eleitorado/Participação | Eleitorado/Participação | 9 062 | 47,74 / 100,00  |

| Freguesia             | %     | %     | %     | %     | %    | %    | Votantes |
| Freguesia             | JDS   | MA    | ACS   | FN    | JMC  | DM   | Votantes |
| --------------------- | ----- | ----- | ----- | ----- | ---- | ---- | -------- |
| Aljustrel             | 41,61 | 24,96 | 18,94 | 12,43 | 1,97 | 0,09 | 2 337    |
| Ervidel               | 46,26 | 20,47 | 20,87 | 8,66  | 3,54 | 0,20 | 515      |
| Messejana             | 29,67 | 23,53 | 30,18 | 8,70  | 6,39 | 1,53 | 412      |
| Rio de Moinhos        | 43,02 | 25,28 | 20,38 | 8,30  | 2,64 | 0,38 | 270      |
| São João de Negrilhos | 30,43 | 32,12 | 23,28 | 11,31 | 1,82 | 1,04 | 792      |
| Aljustrel             | 39,08 | 25,62 | 21,12 | 11,15 | 2,60 | 0,43 | 4 326    |

### Almodôvar
| Candidato               | Candidato               | Votos | %               |
| ----------------------- | ----------------------- | ----- | --------------- |
|                         | Aníbal Cavaco Silva     | 1 350 | 47,32 / 100,00  |
|                         | Manuel Alegre           | 805   | 28,22 / 100,00  |
|                         | Francisco Lopes         | 335   | 11,74 / 100,00  |
|                         | Fernando Nobre          | 233   | 8,17 / 100,00   |
|                         | José Manuel Coelho      | 92    | 3,22 / 100,00   |
|                         | Defensor Moura          | 38    | 1,33 / 100,00   |
| Votos Inválidos         | Votos Inválidos         | 132   | 4,42 / 100,00   |
| Total                   | Total                   | 2 985 | 100,00 / 100,00 |
| Eleitorado/Participação | Eleitorado/Participação | 7 238 | 41,24 / 100,00  |

| Freguesia                   | %     | %     | %     | %     | %    | %    | Votantes |
| Freguesia                   | ACS   | MA    | FL    | FN    | JMC  | DM   | Votantes |
| --------------------------- | ----- | ----- | ----- | ----- | ---- | ---- | -------- |
| Aldeia dos Fernandes        | 50,00 | 26,42 | 12,20 | 5,28  | 4,88 | 1,22 | 254      |
| Almodôvar                   | 47,76 | 28,59 | 10,49 | 9,43  | 2,59 | 1,14 | 1 394    |
| Gomes Aires                 | 42,77 | 27,71 | 12,65 | 10,24 | 3,01 | 3,61 | 172      |
| Rosário                     | 43,66 | 28,64 | 15,02 | 6,57  | 5,63 | 0,47 | 221      |
| Santa Clara-a-Nova          | 45,53 | 29,67 | 13,41 | 6,50  | 3,66 | 1,22 | 257      |
| Santa Cruz                  | 43,10 | 30,00 | 14,83 | 6,90  | 3,45 | 1,72 | 298      |
| São Barnabé                 | 61,54 | 18,38 | 7,69  | 7,26  | 2,99 | 2,14 | 244      |
| Senhora da Graça de Padrões | 37,76 | 37,76 | 13,99 | 8,39  | 2,10 | 0    | 145      |
| Almodôvar                   | 47,32 | 28,22 | 11,74 | 8,17  | 3,22 | 1,33 | 2 985    |

### Alvito
| Candidato               | Candidato               | Votos | %               |
| ----------------------- | ----------------------- | ----- | --------------- |
|                         | Aníbal Cavaco Silva     | 407   | 42,75 / 100,00  |
|                         | Francisco Lopes         | 202   | 21,22 / 100,00  |
|                         | Manuel Alegre           | 197   | 20,69 / 100,00  |
|                         | Fernando Nobre          | 107   | 11,24 / 100,00  |
|                         | José Manuel Coelho      | 27    | 2,84 / 100,00   |
|                         | Defensor Moura          | 12    | 1,26 / 100,00   |
| Votos Inválidos         | Votos Inválidos         | 41    | 4,13 / 100,00   |
| Total                   | Total                   | 993   | 100,00 / 100,00 |
| Eleitorado/Participação | Eleitorado/Participação | 2 068 | 48,02 / 100,00  |

| Freguesia            | %     | %     | %     | %     | %    | %    | Votantes |
| Freguesia            | ACS   | FL    | MA    | FN    | JMC  | DM   | Votantes |
| -------------------- | ----- | ----- | ----- | ----- | ---- | ---- | -------- |
| Alvito               | 49,50 | 21,16 | 14,77 | 12,18 | 1,80 | 0,60 | 520      |
| Vila Nova da Baronia | 35,25 | 21,29 | 27,27 | 10,20 | 3,99 | 2,00 | 473      |
| Alvito               | 42,75 | 21,22 | 20,69 | 11,24 | 2,84 | 1,26 | 993      |

### Barrancos
| Candidato               | Candidato               | Votos | %               |
| ----------------------- | ----------------------- | ----- | --------------- |
|                         | Aníbal Cavaco Silva     | 263   | 50,19 / 100,00  |
|                         | Manuel Alegre           | 134   | 25,57 / 100,00  |
|                         | Francisco Lopes         | 71    | 13,55 / 100,00  |
|                         | Fernando Nobre          | 41    | 7,82 / 100,00   |
|                         | José Manuel Coelho      | 12    | 2,29 / 100,00   |
|                         | Defensor Moura          | 3     | 0,57 / 100,00   |
| Votos Inválidos         | Votos Inválidos         | 35    | 6,26 / 100,00   |
| Total                   | Total                   | 559   | 100,00 / 100,00 |
| Eleitorado/Participação | Eleitorado/Participação | 1 541 | 36,28 / 100,00  |

| Freguesia | %     | %     | %     | %    | %    | %    | Votantes |
| Freguesia | ACS   | MA    | FL    | FN   | JMC  | DM   | Votantes |
| --------- | ----- | ----- | ----- | ---- | ---- | ---- | -------- |
| Barrancos | 50,19 | 25,57 | 13,55 | 7,82 | 2,29 | 0,57 | 559      |
| Barrancos | 50,19 | 25,57 | 13,55 | 7,82 | 2,29 | 0,57 | 559      |

### Beja
| Candidato               | Candidato               | Votos  | %               |
| ----------------------- | ----------------------- | ------ | --------------- |
|                         | Aníbal Cavaco Silva     | 4 367  | 34,51 / 100,00  |
|                         | Francisco Lopes         | 3 208  | 25,35 / 100,00  |
|                         | Manuel Alegre           | 3 004  | 23,74 / 100,00  |
|                         | Fernando Nobre          | 1 633  | 12,90 / 100,00  |
|                         | José Manuel Coelho      | 337    | 2,66 / 100,00   |
|                         | Defensor Moura          | 107    | 0,85 / 100,00   |
| Votos Inválidos         | Votos Inválidos         | 813    | 6,03 / 100,00   |
| Total                   | Total                   | 13 469 | 100,00 / 100,00 |
| Eleitorado/Participação | Eleitorado/Participação | 30 721 | 43,84 / 100,00  |

| Freguesia                   | %     | %     | %     | %     | %    | %    | Votantes |
| Freguesia                   | ACS   | FL    | MA    | FN    | JMC  | DM   | Votantes |
| --------------------------- | ----- | ----- | ----- | ----- | ---- | ---- | -------- |
| Albernoa                    | 29,07 | 43,25 | 22,84 | 3,81  | 1,04 | 0    | 299      |
| Baleizão                    | 11,75 | 54,31 | 27,15 | 3,92  | 2,35 | 0,52 | 398      |
| Beja (Salvador)             | 37,08 | 18,71 | 25,94 | 14,80 | 2,46 | 1,01 | 2 231    |
| Beja (Santa Maria da Feira) | 34,67 | 23,33 | 21,84 | 15,06 | 3,81 | 1,30 | 1 158    |
| Beja (Santiago Maior)       | 31,11 | 27,63 | 22,72 | 14,79 | 2,89 | 0,86 | 2 721    |
| Beja (São João Baptista)    | 50,55 | 10,50 | 20,08 | 15,71 | 2,43 | 0,72 | 2 844    |
| Beringel                    | 36,73 | 28,00 | 21,64 | 11,64 | 1,45 | 0,55 | 579      |
| Cabeça Gorda                | 18,24 | 44,12 | 25,88 | 8,63  | 2,35 | 0,78 | 527      |
| Mombeja                     | 42,75 | 18,12 | 26,09 | 8,70  | 3,62 | 0,72 | 153      |
| Nossa Senhora das Neves     | 26,09 | 30,00 | 26,56 | 12,97 | 2,81 | 1,56 | 655      |
| Quintos                     | 34,01 | 25,85 | 28,57 | 6,12  | 4,08 | 1,36 | 152      |
| Salvada                     | 22,93 | 47,31 | 19,42 | 8,06  | 2,07 | 0,21 | 504      |
| Santa Clara de Louredo      | 16,01 | 44,10 | 28,65 | 7,87  | 3,09 | 0,28 | 385      |
| Santa Vitória               | 20,68 | 43,73 | 25,42 | 7,12  | 2,37 | 0,68 | 300      |
| São Brissos                 | 24,32 | 56,76 | 18,92 | 0     | 0    | 0    | 41       |
| São Matias                  | 45,12 | 13,49 | 30,23 | 6,51  | 3,26 | 1,40 | 224      |
| Trigaches                   | 23,08 | 16,57 | 45,56 | 8,88  | 4,73 | 1,18 | 190      |
| Trindade                    | 24,51 | 24,51 | 31,37 | 16,67 | 2,94 | 0    | 108      |
| Beja                        | 34,51 | 25,35 | 23,74 | 12,90 | 2,66 | 0,85 | 13 469   |

### Castro Verde
| Candidato               | Candidato               | Votos | %               |
| ----------------------- | ----------------------- | ----- | --------------- |
|                         | Manuel Alegre           | 938   | 34,66 / 100,00  |
|                         | Francisco Lopes         | 679   | 25,09 / 100,00  |
|                         | Aníbal Cavaco Silva     | 677   | 25,02 / 100,00  |
|                         | Fernando Nobre          | 305   | 11,27 / 100,00  |
|                         | José Manuel Coelho      | 83    | 3,07 / 100,00   |
|                         | Defensor Moura          | 24    | 0,89 / 100,00   |
| Votos Inválidos         | Votos Inválidos         | 116   | 4,11 / 100,00   |
| Total                   | Total                   | 2 822 | 100,00 / 100,00 |
| Eleitorado/Participação | Eleitorado/Participação | 6 618 | 42,64 / 100,00  |

| Freguesia                | %     | %     | %     | %     | %    | %    | Votantes |
| Freguesia                | MA    | FL    | ACS   | FN    | JMC  | DM   | Votantes |
| ------------------------ | ----- | ----- | ----- | ----- | ---- | ---- | -------- |
| Casével                  | 29,30 | 37,58 | 19,75 | 5,10  | 6,37 | 1,91 | 160      |
| Castro Verde             | 33,83 | 20,68 | 27,44 | 13,69 | 3,29 | 1,08 | 1 759    |
| Entradas                 | 29,19 | 35,57 | 26,51 | 7,05  | 1,01 | 0,67 | 309      |
| Santa Bárbara de Padrões | 44,39 | 27,57 | 17,06 | 8,41  | 2,34 | 0,23 | 440      |
| São Marcos da Ataboeira  | 32,67 | 33,33 | 23,33 | 7,33  | 3,33 | 0    | 154      |
| Castro Verde             | 34,66 | 25,09 | 25,02 | 11,27 | 3,07 | 0,89 | 2 822    |

### Cuba
| Candidato               | Candidato               | Votos | %               |
| ----------------------- | ----------------------- | ----- | --------------- |
|                         | Francisco Lopes         | 664   | 37,66 / 100,00  |
|                         | Aníbal Cavaco Silva     | 463   | 26,26 / 100,00  |
|                         | Manuel Alegre           | 391   | 22,18 / 100,00  |
|                         | Fernando Nobre          | 178   | 10,10 / 100,00  |
|                         | José Manuel Coelho      | 54    | 3,06 / 100,00   |
|                         | Defensor Moura          | 13    | 0,74 / 100,00   |
| Votos Inválidos         | Votos Inválidos         | 94    | 5,06 / 100,00   |
| Total                   | Total                   | 1 857 | 100,00 / 100,00 |
| Eleitorado/Participação | Eleitorado/Participação | 4 113 | 45,15 / 100,00  |

| Freguesia        | %     | %     | %     | %     | %    | %    | Votantes |
| Freguesia        | FL    | ACS   | MA    | FN    | JMC  | DM   | Votantes |
| ---------------- | ----- | ----- | ----- | ----- | ---- | ---- | -------- |
| Cuba             | 38,48 | 25,53 | 21,63 | 10,64 | 3,10 | 0,62 | 1 187    |
| Faro do Alentejo | 42,08 | 25,79 | 19,00 | 10,41 | 2,71 | 0    | 227      |
| Vila Alva        | 27,64 | 32,16 | 25,13 | 8,54  | 4,02 | 2,51 | 216      |
| Vila Ruiva       | 38,14 | 32,09 | 18,60 | 8,37  | 2,33 | 0,47 | 227      |
| Cuba             | 37,66 | 26,26 | 22,18 | 10,10 | 3,06 | 0,74 | 1 857    |

### Ferreira do Alentejo
| Candidato               | Candidato               | Votos | %               |
| ----------------------- | ----------------------- | ----- | --------------- |
|                         | Aníbal Cavaco Silva     | 1 185 | 35,05 / 100,00  |
|                         | Manuel Alegre           | 894   | 26,44 / 100,00  |
|                         | Francisco Lopes         | 849   | 25,11 / 100,00  |
|                         | Fernando Nobre          | 337   | 9,97 / 100,00   |
|                         | José Manuel Coelho      | 86    | 2,54 / 100,00   |
|                         | Defensor Moura          | 30    | 0,89 / 100,00   |
| Votos Inválidos         | Votos Inválidos         | 145   | 4,12 / 100,00   |
| Total                   | Total                   | 3 526 | 100,00 / 100,00 |
| Eleitorado/Participação | Eleitorado/Participação | 7 595 | 46,43 / 100,00  |

| Freguesia               | %     | %     | %     | %     | %    | %    | Votantes |
| Freguesia               | ACS   | MA    | FL    | FN    | JMC  | DM   | Votantes |
| ----------------------- | ----- | ----- | ----- | ----- | ---- | ---- | -------- |
| Alfundão                | 32,80 | 32,48 | 15,61 | 14,33 | 4,14 | 0,64 | 322      |
| Canhestros              | 34,43 | 32,08 | 22,64 | 7,08  | 3,77 | 0    | 219      |
| Ferreira do Alentejo    | 37,03 | 24,25 | 26,11 | 9,79  | 2,14 | 0,68 | 1 867    |
| Figueira dos Cavaleiros | 29,06 | 25,07 | 32,34 | 9,83  | 1,71 | 1,99 | 713      |
| Odivelas                | 43,18 | 29,55 | 14,09 | 9,55  | 3,64 | 0    | 235      |
| Peroguarda              | 33,33 | 33,33 | 21,79 | 5,77  | 4,49 | 1,28 | 170      |
| Ferreira do Alentejo    | 35,05 | 26,44 | 25,11 | 9,97  | 2,54 | 0,89 | 3 526    |

### Mértola
| Candidato               | Candidato               | Votos | %               |
| ----------------------- | ----------------------- | ----- | --------------- |
|                         | Francisco Lopes         | 990   | 32,16 / 100,00  |
|                         | Aníbal Cavaco Silva     | 891   | 28,95 / 100,00  |
|                         | Manuel Alegre           | 787   | 25,57 / 100,00  |
|                         | Fernando Nobre          | 301   | 9,78 / 100,00   |
|                         | José Manuel Coelho      | 80    | 2,60 / 100,00   |
|                         | Defensor Moura          | 29    | 0,94 / 100,00   |
| Votos Inválidos         | Votos Inválidos         | 140   | 4,36 / 100,00   |
| Total                   | Total                   | 3 218 | 100,00 / 100,00 |
| Eleitorado/Participação | Eleitorado/Participação | 7 218 | 44,58 / 100,00  |

| Freguesia                 | %     | %     | %     | %     | %    | %    | Votantes |
| Freguesia                 | FL    | ACS   | MA    | FN    | JMC  | DM   | Votantes |
| ------------------------- | ----- | ----- | ----- | ----- | ---- | ---- | -------- |
| Alcaria Ruiva             | 38,22 | 27,71 | 21,66 | 9,24  | 1,91 | 1,27 | 325      |
| Corte do Pinto            | 26,30 | 35,06 | 27,92 | 7,14  | 2,60 | 0,97 | 322      |
| Espírito Santo            | 23,74 | 38,13 | 25,90 | 9,35  | 2,88 | 0    | 143      |
| Mértola                   | 33,39 | 24,60 | 27,03 | 11,38 | 2,76 | 0,84 | 1 276    |
| Santana de Cambas         | 20,32 | 41,27 | 21,59 | 11,43 | 3,81 | 1,59 | 327      |
| São João dos Caldeireiros | 45,02 | 21,65 | 20,62 | 9,62  | 2,06 | 1,03 | 301      |
| São Miguel do Pinheiro    | 32,39 | 29,93 | 28,87 | 7,04  | 1,76 | 0    | 289      |
| São Pedro de Solis        | 23,71 | 39,18 | 22,68 | 12,37 | 1,03 | 1,03 | 100      |
| São Sebastião dos Carros  | 34,81 | 24,44 | 31,11 | 3,70  | 3,70 | 2,22 | 135      |
| Mértola                   | 32,16 | 28,95 | 25,57 | 9,78  | 2,60 | 0,94 | 3 218    |

### Moura
| Candidato               | Candidato               | Votos  | %               |
| ----------------------- | ----------------------- | ------ | --------------- |
|                         | Aníbal Cavaco Silva     | 1 364  | 31,28 / 100,00  |
|                         | Manuel Alegre           | 1 263  | 28,96 / 100,00  |
|                         | Francisco Lopes         | 1 128  | 25,87 / 100,00  |
|                         | Fernando Nobre          | 469    | 10,75 / 100,00  |
|                         | José Manuel Coelho      | 97     | 2,22 / 100,00   |
|                         | Defensor Moura          | 40     | 0,92 / 100,00   |
| Votos Inválidos         | Votos Inválidos         | 200    | 4,38 / 100,00   |
| Total                   | Total                   | 4 561  | 100,00 / 100,00 |
| Eleitorado/Participação | Eleitorado/Participação | 13 898 | 32,82 / 100,00  |

| Freguesia                   | %     | %     | %     | %     | %    | %    | Votantes |
| Freguesia                   | ACS   | MA    | FL    | FN    | JMC  | DM   | Votantes |
| --------------------------- | ----- | ----- | ----- | ----- | ---- | ---- | -------- |
| Amareleja                   | 21,91 | 25,60 | 36,70 | 12,52 | 2,13 | 1,14 | 730      |
| Moura (Santo Agostinho)     | 38,93 | 27,49 | 17,27 | 13,79 | 1,95 | 0,57 | 1 300    |
| Moura (São João Baptista)   | 31,18 | 33,24 | 21,27 | 11,47 | 2,45 | 0,39 | 1 068    |
| Póvoa de São Miguel         | 50,95 | 24,71 | 10,27 | 7,98  | 3,80 | 2,28 | 276      |
| Safara                      | 25,57 | 26,99 | 35,51 | 9,09  | 1,70 | 1,14 | 372      |
| Santo Aleixo da Restauração | 26,53 | 32,99 | 30,27 | 5,10  | 2,72 | 2,38 | 302      |
| Santo Amador                | 16,48 | 29,12 | 50,55 | 1,65  | 2,20 | 0    | 193      |
| Sobral da Adiça             | 25,48 | 30,25 | 34,08 | 7,32  | 1,59 | 1,27 | 320      |
| Moura                       | 31,28 | 28,96 | 25,87 | 10,75 | 2,22 | 0,92 | 4 561    |

### Odemira
| Candidato               | Candidato               | Votos  | %               |
| ----------------------- | ----------------------- | ------ | --------------- |
|                         | Aníbal Cavaco Silva     | 3 581  | 36,87 / 100,00  |
|                         | Manuel Alegre           | 2 445  | 25,17 / 100,00  |
|                         | Francisco Lopes         | 1 908  | 19,64 / 100,00  |
|                         | Fernando Nobre          | 1 157  | 11,91 / 100,00  |
|                         | José Manuel Coelho      | 432    | 4,45 / 100,00   |
|                         | Defensor Moura          | 190    | 1,96 / 100,00   |
| Votos Inválidos         | Votos Inválidos         | 574    | 5,58 / 100,00   |
| Total                   | Total                   | 10 287 | 100,00 / 100,00 |
| Eleitorado/Participação | Eleitorado/Participação | 21 776 | 47,24 / 100,00  |

| Freguesia                  | %     | %     | %     | %     | %    | %    | Votantes |
| Freguesia                  | ACS   | MA    | FL    | FN    | JMC  | DM   | Votantes |
| -------------------------- | ----- | ----- | ----- | ----- | ---- | ---- | -------- |
| Bicos                      | 36,64 | 12,07 | 34,91 | 9,48  | 4,74 | 2,16 | 239      |
| Boavista dos Pinheiros     | 22,43 | 33,89 | 22,59 | 12,62 | 5,32 | 3,16 | 649      |
| Colos                      | 38,78 | 28,78 | 21,22 | 7,80  | 1,95 | 1,46 | 447      |
| Longueira / Almograve      | 48,03 | 22,27 | 10,48 | 15,50 | 2,40 | 1,31 | 477      |
| Luzianes-Gare              | 29,21 | 31,46 | 29,21 | 5,62  | 2,25 | 2,25 | 182      |
| Odemira (Santa Maria)      | 32,49 | 25,95 | 23,59 | 10,34 | 5,08 | 2,54 | 590      |
| Odemira (São Salvador)     | 33,99 | 27,38 | 16,93 | 14,81 | 5,16 | 1,72 | 799      |
| Pereiras-Gare              | 36,04 | 18,92 | 32,43 | 9,01  | 1,80 | 1,80 | 119      |
| Relíquias                  | 29,61 | 27,79 | 29,61 | 9,09  | 2,86 | 1,04 | 399      |
| Saboia                     | 42,72 | 32,46 | 11,93 | 8,35  | 3,34 | 1,19 | 432      |
| Santa Clara-a-Velha        | 48,31 | 29,96 | 8,24  | 8,24  | 4,12 | 1,12 | 282      |
| São Luís                   | 41,24 | 19,95 | 23,48 | 8,52  | 5,11 | 1,70 | 880      |
| São Martinho das Amoreiras | 49,26 | 26,11 | 14,78 | 5,17  | 2,22 | 2,46 | 433      |
| São Teotónio               | 31,08 | 25,40 | 19,76 | 15,98 | 5,43 | 2,36 | 2 068    |
| Vale de Santiago           | 31,35 | 15,18 | 43,23 | 4,95  | 3,96 | 1,32 | 314      |
| Vila Nova de Milfontes     | 43,99 | 22,26 | 14,00 | 13,34 | 4,76 | 1,65 | 1 601    |
| Zambujeira do Mar          | 36,13 | 27,17 | 12,14 | 15,90 | 5,78 | 2,89 | 376      |
| Odemira                    | 36,87 | 25,17 | 19,64 | 11,91 | 4,45 | 1,96 | 10 287   |

### Ourique
| Candidato               | Candidato               | Votos | %               |
| ----------------------- | ----------------------- | ----- | --------------- |
|                         | Aníbal Cavaco Silva     | 1 088 | 51,78 / 100,00  |
|                         | Manuel Alegre           | 483   | 22,99 / 100,00  |
|                         | Francisco Lopes         | 315   | 14,99 / 100,00  |
|                         | Fernando Nobre          | 149   | 7,09 / 100,00   |
|                         | José Manuel Coelho      | 44    | 2,09 / 100,00   |
|                         | Defensor Moura          | 22    | 1,05 / 100,00   |
| Votos Inválidos         | Votos Inválidos         | 140   | 6,25 / 100,00   |
| Total                   | Total                   | 2 241 | 100,00 / 100,00 |
| Eleitorado/Participação | Eleitorado/Participação | 5 008 | 44,75 / 100,00  |

| Freguesia        | %     | %     | %     | %     | %    | %    | Votantes |
| Freguesia        | ACS   | MA    | FL    | FN    | JMC  | DM   | Votantes |
| ---------------- | ----- | ----- | ----- | ----- | ---- | ---- | -------- |
| Conceição        | 57,14 | 14,29 | 14,29 | 14,29 | 0    | 0    | 66       |
| Garvão           | 51,36 | 24,17 | 14,50 | 5,44  | 3,63 | 0,91 | 354      |
| Ourique          | 50,68 | 24,82 | 12,62 | 8,45  | 2,19 | 1,25 | 1 032    |
| Panoias          | 36,67 | 29,58 | 22,92 | 8,75  | 1,67 | 0,42 | 256      |
| Santa Luzia      | 37,11 | 18,24 | 40,25 | 4,40  | 0    | 0    | 168      |
| Santana da Serra | 71,35 | 16,05 | 5,16  | 3,72  | 2,01 | 1,72 | 365      |
| Ourique          | 51,78 | 22,99 | 14,99 | 7,09  | 2,09 | 1,05 | 2 241    |

### Serpa
| Candidato               | Candidato               | Votos  | %               |
| ----------------------- | ----------------------- | ------ | --------------- |
|                         | Francisco Lopes         | 2 349  | 40,00 / 100,00  |
|                         | Aníbal Cavaco Silva     | 1 588  | 27,04 / 100,00  |
|                         | Manuel Alegre           | 1 282  | 21,83 / 100,00  |
|                         | Fernando Nobre          | 484    | 8,24 / 100,00   |
|                         | José Manuel Coelho      | 128    | 2,18 / 100,00   |
|                         | Defensor Moura          | 42     | 0,72 / 100,00   |
| Votos Inválidos         | Votos Inválidos         | 264    | 4,30 / 100,00   |
| Total                   | Total                   | 6 137  | 100,00 / 100,00 |
| Eleitorado/Participação | Eleitorado/Participação | 14 231 | 43,12 / 100,00  |

| Freguesia                | %     | %     | %     | %     | %    | %    | Votantes |
| Freguesia                | FL    | ACS   | MA    | FN    | JMC  | DM   | Votantes |
| ------------------------ | ----- | ----- | ----- | ----- | ---- | ---- | -------- |
| Aldeia Nova de São Bento | 40,80 | 29,60 | 18,58 | 7,99  | 2,08 | 0,95 | 1 200    |
| Brinches                 | 38,84 | 25,69 | 27,22 | 6,42  | 1,22 | 0,61 | 336      |
| Pias                     | 60,42 | 12,28 | 18,35 | 6,52  | 1,82 | 0,61 | 1 362    |
| Serpa (Salvador)         | 18,47 | 41,91 | 23,81 | 11,20 | 3,26 | 1,34 | 1 445    |
| Serpa (Santa Maria)      | 28,26 | 33,22 | 26,61 | 9,26  | 2,48 | 0,17 | 633      |
| Vale de Vargo            | 60,67 | 13,39 | 17,15 | 6,90  | 1,46 | 0,42 | 493      |
| Vila Verde de Ficalho    | 38,04 | 26,55 | 26,86 | 6,99  | 1,55 | 0    | 668      |
| Serpa                    | 40,00 | 27,04 | 21,83 | 8,24  | 2,18 | 0,72 | 6 137    |

### Vidigueira
| Candidato               | Candidato               | Votos | %               |
| ----------------------- | ----------------------- | ----- | --------------- |
|                         | Aníbal Cavaco Silva     | 651   | 29,85 / 100,00  |
|                         | Manuel Alegre           | 611   | 28,01 / 100,00  |
|                         | Francisco Lopes         | 562   | 25,77 / 100,00  |
|                         | Fernando Nobre          | 250   | 11,46 / 100,00  |
|                         | José Manuel Coelho      | 87    | 3,99 / 100,00   |
|                         | Defensor Moura          | 20    | 0,92 / 100,00   |
| Votos Inválidos         | Votos Inválidos         | 157   | 6,72 / 100,00   |
| Total                   | Total                   | 2 338 | 100,00 / 100,00 |
| Eleitorado/Participação | Eleitorado/Participação | 5 268 | 44,38 / 100,00  |

| Freguesia      | %     | %     | %     | %     | %    | %    | Votantes |
| Freguesia      | ACS   | MA    | FL    | FN    | JMC  | DM   | Votantes |
| -------------- | ----- | ----- | ----- | ----- | ---- | ---- | -------- |
| Pedrógão       | 18,22 | 32,12 | 41,23 | 5,92  | 1,59 | 0,91 | 449      |
| Selmes         | 23,96 | 36,69 | 23,96 | 11,54 | 2,96 | 0,89 | 361      |
| Vidigueira     | 39,55 | 24,24 | 16,94 | 13,29 | 5,17 | 0,81 | 1 074    |
| Vila de Frades | 23,92 | 25,60 | 31,82 | 12,92 | 4,55 | 1,20 | 454      |
| Vidigueira     | 29,85 | 28,01 | 25,77 | 11,46 | 3,99 | 0,92 | 2 338    |